# Castanet-le-Haut
Castanet-le-Haut è un comune francese di 189 abitanti situato nel dipartimento dell'Hérault nella regione dell'Occitania.
Esso si trova in parte sul massiccio granitico dell'Espinouse, la cui sommità è il punto più alto del dipartimento.

## Società

### Evoluzione demografica
Abitanti censiti